# سعدالله امیرشقاقی
سعدالله امیرشقاقی، با نام اسدالله امیرشقاقی و سعید امیری نیز شناخته شده، یکی از راه اندازان سایت‌های قماربازی در ایران بود.

## زندگی‌نامه
سعدالله امیرشقاقی در ایران متولد شد. او مربی رقص است و در یک مدرسه رقص استانبول تدریس می‌کرد. میلاد حاتمی از کسانی بود که از سعدالله امیرشقاقی به عنوان یکی از مهم‌ترین مدیران شبکه‌های قماربازی در ایران نام برد. او به‌طور کلی هرگونه ارتباط با سایت‌های قماربازی در کشور ایران را منکر می‌شد و مدعی بود که این اتهام‌ها برای رد گم کردن توسط مدیران اصلی این سایت‌ها به او زده شده است. به ادعای نماینده مجلس ترکیه، آدم تاشکایا، امیرشقاقی، ارتباطات خوبی با دادستان و رئیس پلیس استانبول داشته است. او و پسرش را پدرخواندگان قمار لقب داده‌اند. در برخی اخبار از قاچاق دختران به عنوان یکی از فعالیت‌های غیرقانونی آنان معرفی شده است. او با خرید منزل در ترکیه، اقامت دریافت کرده بود که دادگاهی به دنبال سلب تابعیت او بود. ثروت او بیش از ۱۰ میلیون دلار ارزیابی شده است. او با جعل هویت در هتلی در ازمیر زندگی می‌کرد.
اولین بار، فردی به نام «محمد جرجندی»، کارشناس امنیت اطلاعات، مقیم آمریکا که یکی دو سالی است روی موضوع مافیای شرط‌بندی کار می‌کند، نام فردی به نام «سعدالله امیرشقاقی» و پسرش با نام «فرشید امیرشقاقی» (معروف به مونتیگو در اینستاگرام) را به عنوان دو تن از سرشاخه‌های مافیای شرط‌بندی اینترنتی مطرح کرد.

### بازداشت در سال ۱۴۰۲
امیرشقاقی در ۲۵ اسفند ۱۴۰۲ در ترکیه دستگیر شد. به گفته منابع خبری، در این عملیات ۱۲۰ هزار دلار، ۸۰ هزار یورو، ۹ ساعت مچی لوکس و ۱۵ شرکت به ارزش ۵۰۰ هزار دلار، ۱۰ خودرو، سهم شراکت در ۱۷ خانه و ساختمان و ۹ شرکت دیگر کشف، شناسایی و با حکم محکمه‌های قضایی ترکی ضبط شد. به گفته وزیر کشور، او قصد فرار از ترکیه را داشته که در ازمیر دستگیر شده است. او از سوی مقامات قضایی ترکیه متهم به پولشویی است.